# 胡麻斑蝴蝶魚
胡麻斑蝴蝶魚，又稱密點蝴蝶魚，俗名胡麻蝶，為輻鰭魚綱鱸形目蝴蝶魚科的其中一種。

## 分布
本魚分布於印度太平洋區，包括東非、亞丁灣、馬爾地夫、葛摩、模里西斯、塞席爾群島、斯里蘭卡、菲律賓、印尼、中國南海、東海、日本、台灣、越南、新幾內亞、所羅門群島、澳洲、馬里亞納群島、馬紹爾群島、密克羅尼西亞、帛琉、諾魯、斐濟群島、夏威夷群島、法屬波里尼西亞、復活節島、加拉巴哥群島、東加、吉里巴斯、吐瓦魯、萬納杜、薩摩亞群島、厄瓜多、墨西哥等海域。

## 深度
水深1至36公尺。

## 特徵
本魚體色由淡黃色至近白色，具黑色眼帶，體側大多鱗片各具一藍黑色點，故呈現出水平或略向後上方斜走的斑點列。臀鰭具黑緣。幼魚的體色一致。鰭硬棘13至14枚、軟條21至24枚；臀鰭硬棘3枚、軟條16至17枚。體長可達16公分。

## 生態
本魚喜棲息在開放或是分散的珊瑚礁區活動，常成對一起覓食。屬雜食性，以小型底棲動物、珊瑚蟲、藻類碎片為食。

## 經濟利用
觀賞性魚類，易飼養，不供食用。